# Friedreichova ataxie
Friedreichova ataxie (Friedreich spinocerebellar ataxia), zkráceně FA či FRDA, je nejčastější autozomálně recesivní dědičné onemocnění zadních míšních provazců a mozečku, jehož primárním patologickým projevem je degenerace nervové tkáně hlavně v oblasti mozečku, který řídí motoriku a rovnováhu.
Poprvé byla pojmenována německým neurologem Nikolausem Friedreichem v roce 1863. Výskyt nemoci je v běžné populaci 1 : 50 000.

## Patologie
Friedreichova ataxie způsobuje horší koordinaci pohybů (ataxie), poruchy citlivosti, zhoršení rovnováhy a srozumitelnosti řeči. V některých případech může vést k cukrovce nebo ke kardiomyopatii. Příčinou je snížení hladiny mitochondriálního proteinu frataxinu v důsledku jeho mutace. Porucha nastane tehdy, když se u jednoho jedince vyskytnou zmutované geny pro tento protein (od otce i matky).
První příznaky se běžně objevují do desátého roku života. Mohou se však objevit i v předškolním věku nebo v dospělosti. U postiženého se objevuje nejprve porucha chůze a dále projevy ztráty koordinace, zhoršení sluchu a zraku, nezřetelná řeč, cukrovka, skolióza, svalová slabost v horních i dolních končetinách a někdy také zbytnění srdečního svalu. Až u 50 % nemocných je viditelná zvýšená klenba nohy.
Lidé trpící tímto onemocněním jsou často operováni v oblasti páteře a srdce. Často jsou také upoutáváni na invalidní vozík. Nemoc nemá vliv na inteligenci jedince.

## Léčba
Jelikož jde o poškození nervové soustavy, která se jako jediná v lidském těle neregeneruje, je Friedreichova ataxie neléčitelná, ale rehabilitací lze projevy zpomalit.